# Niemir Bidziński
Niemir Stanisław Bidziński vel Karol Ziege vel Stanisław Urbański, pseud.: Ziege, Bonifacy (ur. 14 lutego 1904 we Lwowie, zm. 4 stycznia 1988 w Warszawie) – kapitan Wojska Polskiego, cichociemny.

## Życiorys
Urodził się w rodzinie Maurycego, legionisty, urzędnika Przedsiębiorstwa Wodociągów we Lwowie, i Elżbiety z Olinkiewiczów, nauczycielki. W 1921 roku zdał maturę po ukończeniu I Państwowej Szkoły Realnej im. Mikołaja Kopernika we Lwowie. Będąc uczniem tej szkoły walczył ochotniczo w wojnie polsko-bolszewickiej. Przez 4 lata studiował na Wydziale Drogowym Politechniki Lwowskiej, jednak nie skończywszy jej odbył służbę wojskową w Szkole Podchorążych Rezerwy Lotnictwa w Poznaniu, a później w Oficerskiej Szkole Lotnictwa w Dęblinie. W lipcu 1927 roku został przeniesiony do rezerwy. W latach 1929–1932 studiował w Wyższej Szkole Handlowej w Poznaniu, w czasie studiów był wiceprezesem uczelnianego Bratniaka. Ukończył studia z dyplomem ekonomisty. 
W 1934 pozostawał w ewidencji Powiatowej Komendy Uzupełnień Poznań Miasto. Posiadał przydział w rezerwie do 2 batalionu balonowego w Legionowie.
Pracował jako referendarz w Izbie Skarbowej w Poznaniu i p.o. naczelnika urzędu skarbowego w Wągrowcu. Od 1938 roku pracował w Fundacji Stanisława Staszica w Warszawie (w 1939 roku był jej dyrektorem).
We wrześniu 1939 roku nie został zmobilizowany, jednak 6 (lub 7) września ochotniczo dołączył do 24 eskadry rozpoznawczej, z którą walczył z Niemcami. 19 września przekroczył granicę polsko-rumuńską, w październiku 1939 roku dotarł do Francji, gdzie od listopada był do dyspozycji Komendy Głównej ZWZ w Paryżu. Został zaprzysiężony 6 grudnia. Od 12 lutego 1940 roku do 11 marca 1940 był emisariuszem Naczelnego Wodza do kraju. Od 10 grudnia 1940 roku do 27 marca 1941 był emisariuszem Komendanta Głównego ZWZ do Sztabu Naczelnego Wodza w Wielkiej Brytanii, dokąd przybył przez Węgry, Jugosławię, Turcję, Hajfę, Kair, Chartum, Lagos, Tacoradi, Freetown i Liverpool.
Od kwietnia do listopada 1941 roku służył w Oddziale VI Sztabu Naczelnego Wodza.
Był w 2. ekipie cichociemnych zrzuconych do Kraju, wraz z Janem Piwnikiem „Ponurym”. W ramach operacji „Ruction” w nocy z 7 na 8 listopada 1941 roku jako kapitan cichociemny „Karol Ziege” został zrzucony około 20 km na zachód od Skierniewic (Czatolin k. Łyszkowic). Samolot, który zrzucił skoczków, musiał w drodze powrotnej lądować w Szwecji, został spalony przez załogę, którą później ewakuowano do Anglii.
Bidziński przywiózł do Polski korespondencję do Komendy Głównej ZWZ. We wrześniu 1942 roku został karnie przeniesiony do rezerwy.
Po wojnie pozostał w Polsce. Do 1949 roku był dyrektorem Fundacji Stanisława Staszica, później na stanowiskach kierowniczych w przedsiębiorstwach w Warszawie, Zielonej Górze i Aleksandrowie Kujawskim. W 1970 roku przeszedł na emeryturę.
W 1936 roku ożenił się z Jolantą Krauze (1911–2001), z którą miał córkę Jonatę Magdalenę (ur. w 1945 roku) zamężną Lipińską. W 1955 roku ożenił się Janiną Marią z domu Nowakowską (1913–1974), 1° voto Duchniewską.

## Awanse
- podporucznik – ze starszeństwem z dniem 1 stycznia 1929 i 31. lokatą w korpusie oficerów rezerwy aeronautyki[2][3]
- porucznik – ze starszeństwem z dniem 1 stycznia 1936 i 7. lokatą w korpusie oficerów rezerwy aeronautyki[2]
- kapitan –

## Ordery i odznaczenia
- Krzyż Srebrny Orderu Virtuti Militari
- Krzyż Walecznych[4]